# محمد فهمي الزحاف
محمد فهمي الزحاف كاتب وروائي وقاص مصري تخرج من كلية الصيدلة بجامعة المنصورة. كتب محمد فهمي الزحاف في أدب الرعب وأدب الخيال العلمي، ونُشرت بعض أعماله القصصية في عدد من الصحف والمجلات والمواقع الإلكترونية المصرية والعربية، كما شارك في عدة مسابقات أدبية مثل مسابقة القصة القصيرة «قصص على الهواء»، والتي تقدمها هيئة الإذاعة البريطانية البي بي سي بالتعاون مع مجلة العربي الكويتية، ومسابقة صلاح هلال الأدبية، وحاز على العديد من الجوائز.

## مؤلفاته
ألف محمد فهمي الزحاف العديد من المؤلفات التي تنوعت ما بين المجوعات القصصية، والروايات، ومنها:
- حتى يسكن العرش (مجموعة قصصية): صدرت عام 2012 عن دار ليلى للنشر والتوزيع بالقاهرة.
- ترامادول (مجموعة قصصية): صدر عام 2015 عن دار إبداع للنشر والتوزيع والترجمة بالقاهرة، وتضمنت 7 قصص قصيرة.[2][3]

## الجوائز
حظي محمد فهمي الزحاف بتكريم العديد من الجهات المحلية والعربية، وحصل على عدة جوائز أدبية من أهمها:
- جائزة المركز الخامس مكرر بمسابقة صلاح هلال الأدبية في القصة القصيرة في دورتها الثانية عشرة عام 2013 عن قصته «العيدية».[4]
- جائزة اتحاد كتاب مصر للمركز الثالث عشر في مسابقة القصة القصيرة في دورتها لعام 2014 (دورة الأديب عبد المنعم شلبى) عن قصته «البلهارسيا».[5]
- جائزة المركز الثاني بمسابقة ربيع مفتاح الأدبية في دورتها الثانية عام 2014 عن قصته «سي مايو» مناصفة مع الكاتب ياسر المحمدي.[6][7]
- جائزة المركز الأول في مسابقة قصص الخيال العلمي بجامعة المنصورة.